# L'Effroyable doute
L'Effroyable doute est un film muet français réalisé par Jacques Grétillat, sorti en 1919.

## Synopsis
Un veuf épouse une jeune femme, veuve elle aussi. Il découvre par hasard que sa femme a été accusée d'avoir empoisonné son premier mari.

## Fiche technique
- Titre : L'Effroyable doute
- Réalisation : Jacques Grétillat
- Photographie : Geo Kessler
- Société de production : Films Pierrot
- Pays de production :  France
- Langue : film muet avec les intertitres  en français
- Format : Noir et blanc — 35 mm — 1,33:1 — Muet
- Métrage : 1 325 mètres
- Genre : Film dramatique
- Durée : 44 minutes et 10 secondes
- Date de sortie :
  - France : 26 décembre 1919

## Distribution
- Louise Colliney
- Berthe Jalabert
- Jacques Grétillat
- Simone Genevois